# Slavko Svinjarević
Slavko Svinjarević (Sremski Karlovci, 6 aprile 1935 – 2006) è stato un calciatore jugoslavo, di ruolo difensore.